# モングン
モングン（本名：金 後鍾〈キム フジョン〉） は、韓国と日本の演歌歌手。血液型はO型。慶尚北道生まれ、慶尚北道出身。所属事務所はオフィスM&M。レコード会社は日本クラウン。

## 略歴
2005年、「モングン」と改名し、活動拠点を日本に移す。
2006年、「じょんから夫婦節」で日本デビュー。
2008年、韓昇龍（ハン・スンヨン）に改名。2ndシングルをホリデージャパンより「あの貴女に…ダシハンボン」C/W「待ち港」を発売。
2011年、モングンに再改名。日本クラウンに移籍。3rd.シングル「生きてる限り」C/W「おやじ」を発売。
2012年、日本クラウンより「平成23年度クラウンヒット賞」新人賞受賞。4thシングル「涙の雨が降る」C/W「ふるさとアカシア」を日本クラウンより発売。
2013年、日本クラウンよりヒット賞受賞。5thシングル「関釜(かんぷ)フェリー」C/W「惚れたんや」を日本クラウンより発売。
2014年、星シリーズ第一弾、6thシングル「ひとつ星」C/W「会いに行きたい」を日本クラウンより発売。
2015年、星シリーズ第二弾、7thシングル「流れ星」C/W「最後の女（ひと）」を日本クラウンより発売。
2018年、8thシングル「黒の漁歌」C/W「最後の女（ひと）」を日本クラウンより発売。
2020年9月、日本デビュー15周年を迎え、『デビュー15周年記念プレミアムアルバム「サランエノレ　～愛の歌～」』を発売。

## ディスコグラフィ

### シングル
- 1：徳間ジャパン、2：ホリデージャパン[注釈 1]、3〜：日本クラウン。

| #  | 発売日          | 曲順 | タイトル                        | 作詞       | 作曲     | 編曲       | 規格品番   |
| -- | --------------- | ---- | ------------------------------- | ---------- | -------- | ---------- | ---------- |
| 1  | 2006年 9月6日   | 01   | じょんから夫婦節                | 渡邊敬介   | 岡千秋   | 池多孝春   | TKCY-99040 |
| 1  | 2006年 9月6日   | 02   | 男の泪                          | 松崎青洲   | 渡邊敬介 | 池多孝春   | TKCY-99040 |
| 2  | 2008年 7月23日  | 01   | あの貴女に…ダシハンボン         | 山川夕斗   | 岡千秋   | 川村栄二   | TJCH-15208 |
| 2  | 2008年 7月23日  | 02   | 待ち港                          | 市原果夜   | 岡千秋   | 今泉敏郎   | TJCH-15208 |
| 3  | 2011年 8月3日   | 01   | 生きてる限り                    | 渡邊敬介   | 岡千秋   | 南郷達也   | CRCN-1556  |
| 3  | 2011年 8月3日   | 02   | おやじ                          | 多華あきら | 岡千秋   | 南郷達也   | CRCN-1556  |
| 3  | 2011年 8月3日   | 03   | 生きてる限り (韓国語バージョン) | モングン   | 岡千秋   | 南郷達也   | CRCN-1556  |
| 4  | 2012年 8月8日   | 01   | 涙の雨が降る                    | 麻こよみ   | 松川秀幸 | 丸山雅仁   | CRCN-1635  |
| 4  | 2012年 8月8日   | 02   | ふるさと アカシア               | 麻こよみ   | 松川秀幸 | 南郷達也   | CRCN-1635  |
| 5  | 2013年 5月8日   | 01   | 関釜フェリー                    | 塚口けんじ | 松川秀幸 | 田代修二   | CRCN-1702  |
| 5  | 2013年 5月8日   | 02   | 惚れたんや                      | 藤原良     | 松川秀幸 | 田代修二   | CRCN-1702  |
| 6  | 2014年 3月5日   | 01   | ひとつ星                        | 円香乃     | 松川秀幸 | 伊戸のりお | CRCN-1773  |
| 6  | 2014年 3月5日   | 02   | 会いに行きたい                  | 渡邊敬介   | 松川秀幸 | 伊戸のりお | CRCN-1773  |
| 7  | 2015年 5月13日  | 01   | 流れ星                          | 麻こよみ   | 松川秀幸 | 前田俊明   | CRCN-1873  |
| 7  | 2015年 5月13日  | 02   | 最後の女                        | 円香乃     | 松川秀幸 | 田代修二   | CRCN-1873  |
| 8  | 2018年 2月28日  | 01   | 黒の漁歌                        | 朝比奈京仔 | 徳久広司 | 石倉重信   | CRCN-8127  |
| 8  | 2018年 2月28日  | 02   | 赤い枯葉                        | 朝比奈京仔 | 徳久広司 | 石倉重信   | CRCN-8127  |
| 9  | 2019年 2月6日   | 01   | 北海じゃんじゃん節              | 朝比奈京仔 | 徳久広司 | 石倉重信   | CRCN-8224  |
| 9  | 2019年 2月6日   | 02   | 雪の音色                        | 朝比奈京仔 | 徳久広司 | 石倉重信   | CRCN-8224  |
| 10 | 2019年 11月27日 | 01   | 秘恋                            | 朝比奈京仔 | 徳久広司 | 矢田部正   | CRCN-8289  |
| 10 | 2019年 11月27日 | 02   | 大阪ロックナイト                | 朝比奈京仔 | 徳久広司 | 矢田部正   | CRCN-8289  |
| 11 | 2020年 9月2日   | 01   | 昔のひと                        | 朝比奈京仔 | 徳久広司 | 矢田部正   | CRCN-8353  |
| 11 | 2020年 9月2日   | 02   | おんな 恋風・港町               | 朝比奈京仔 | 徳久広司 | 矢田部正   | CRCN-8353  |
| 12 | 2022年 1月12日  | 01   | 紅夕月                          | 朝比奈京仔 | 徳久広司 | 矢田部正   | CRCN-8458  |
| 12 | 2022年 1月12日  | 02   | ぶっつけ本番!                   | 朝比奈京仔 | 徳久広司 | 遠山敦     | CRCN-8458  |

### アルバム
| 発売日       | タイトル                | 規格品番   |
| ------------ | ----------------------- | ---------- |
| 2020年9月2日 | サランエ ノレ〜愛の歌〜 | CRCN-41345 |

## 出演

### 音楽番組
- サンテレビ「プレミアム歌謡ショー」
- ラジオ日本「モングンとみどりの歌の一番星」